# Potarje
Potarje so naselje v Občini Tržič.